# 2015년 부룬디 시위
2015년 부룬디 시위는 2015년 4월 26일부터 시작된 시위로, 민주주의 방어를 위한 국가 의회 - 민주주의 방어군(CNDD-FDD) 소속인 부룬디의 대통령 피에르 은쿠룬지자가 2015년 6월 26일 치른 대통령 선거 3선에 출마할 것이라고 발표하면서 시작되었다. 이에 대한 항의로 반정부 인사들은 2005년 부룬디 내전이 겨우 끝난 이후 이뤄진 평화 협정이 다시 깨질 수 있으며 대통령이 민족 갈등을 부추기고 있다고 비판했다.
대통령의 3선 출마 발표 이후, 부룬디의 수도인 부줌부라를 포함한 전국에 광범위한 반정부 시위가 일어났으며, 특히 수도에는 시위 조직의 출마 중단 촉구 시위가 일어나면서 6일 연속 시위가 일어난 이후 5월 1일부터 이틀간 잠시 시위를 그쳤다. 이틀 후 다시 시위가 시작되면서 브룬디 전역에서 긴장상황이 조성되었으며, 수만명이 해외로 탈출했으며 시위대 600명 가량이 체포되었고, 시위대 및 경찰 수십명이 부상을 입고 사망했다.
5월 13일 고드프루아 니욤바레(Godefroid Niyombare) 장군이 주도하며 시릴 다이루키예(Cyrille Ndayirukiye) 전 국방장관을 부지도자로 하는 쿠데타 기도가 발생하였으나, 정부군에 체포되어 실패했다.

## 같이 보기
- 남수단 내전